# Guéthary
Guéthary (baskisch Getaria) ist eine französische Gemeinde mit 1315 Einwohnern (Stand: 1. Januar 2022) im Département Pyrénées-Atlantiques in der Region Nouvelle-Aquitaine. Sie liegt im Arrondissement Bayonne und ist Teil des Kantons Saint-Jean-de-Luz. Die Einwohner heißen Getariar.

## Geografie
Guéthary ist Teil der historischen baskischen Provinz Labourd und liegt am Golf von Biskaya. Umgeben wird Guéthary von den Nachbargemeinden Bidart im Norden und Osten sowie Saint-Jean-de-Luz im Südwesten.
Durch die Gemeinde führen die frühere Route nationale 10 (heutige D810) und die Autoroute A63 von Bordeaux über Bayonne nach San Sebastian.

## Bevölkerungsentwicklung
| 1962                      | 1968 | 1975 | 1982 | 1990 | 1999 | 2006 | 2013 | 2021 |
| ------------------------- | ---- | ---- | ---- | ---- | ---- | ---- | ---- | ---- |
| 1036                      | 1034 | 965  | 1042 | 1105 | 1284 | 1322 | 1281 | 1323 |
| Quelle: Cassini und INSEE |      |      |      |      |      |      |      |      |

## Sehenswürdigkeiten
- Kirche Saint-Nicolas aus dem 16./17. Jahrhundert, Umbauten aus dem 19. Jahrhundert
- Museum von Guéthary
- Rathaus
- Villa Saraléguinéa, Monument historique

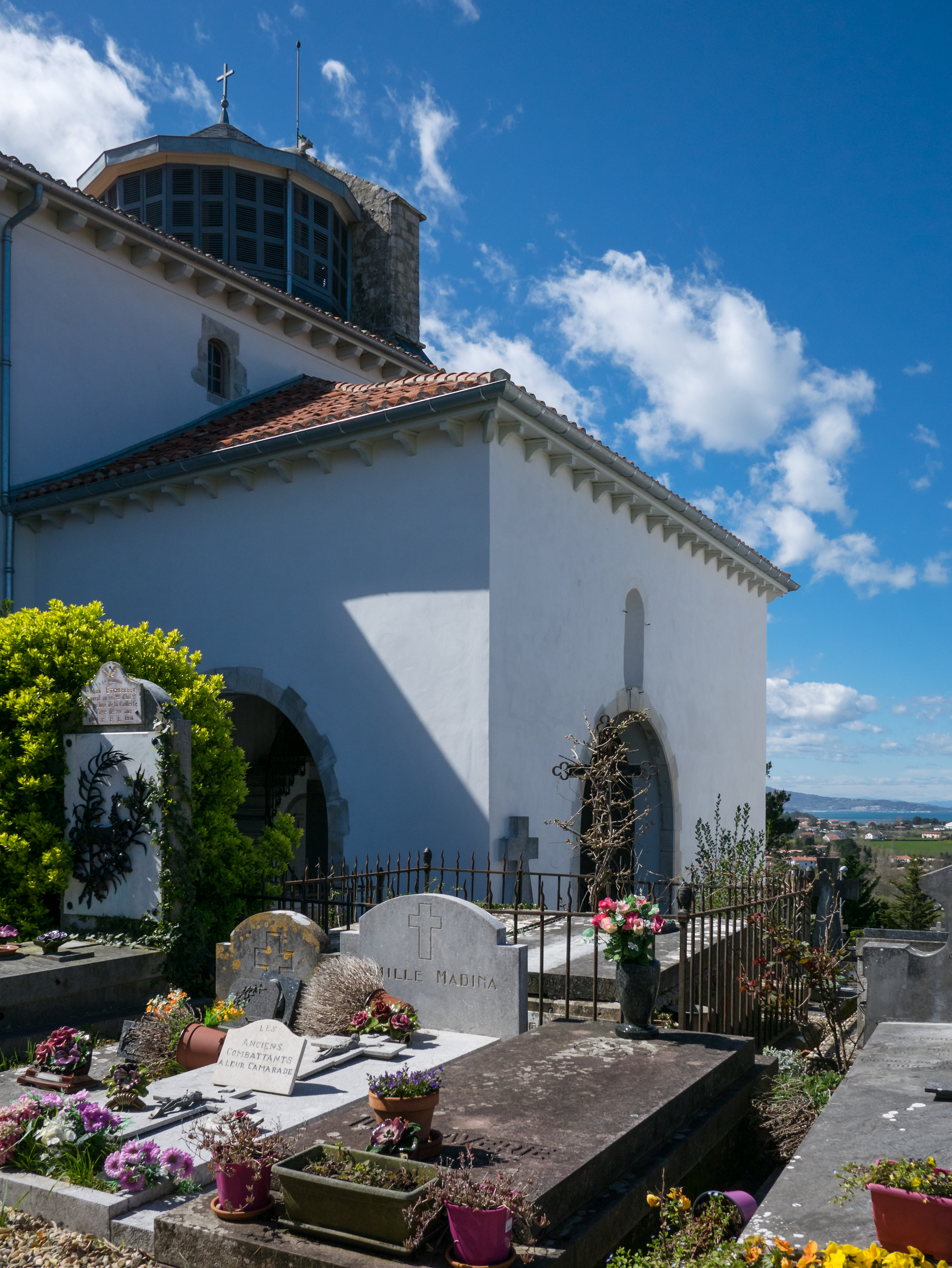
Kirche Saint-Nicolas

## Persönlichkeiten
- Pierre-Xavier Mugabure (1850–1910), Missionar, Erzbischof von Tokyo (1906–1910)
- Paul-Jean Toulet (1867–1920), Schriftsteller
- Felipe Cazals (* 1937), Regisseur

## Gemeindepartnerschaft
Mit der kanadischen Gemeinde Trois-Pistoles in Québec besteht eine Partnerschaft.